# Julie zwijgt
Julie zwijgt é um filme de drama psicológico de 2024, dirigido por Leonardo Van Dijl (em sua estreia na direção) e escrito por Van Dijl e Ruth Becquart. É estrelado por Tessa Van den Broeck, Ruth Becquart, Koen De Bouw, Claire Bodson e Laurent Caron.
Teve sua estreia mundial no Festival de Cinema de Cannes de 2024 na seção Semana da Crítica em 18 de maio de 2024, onde ganhou o Prêmio Gan Foundation de Distribuição e o Prêmio SACD. O filme foi escolhido como a entrada belga para o Melhor Longa-Metragem Internacional no 97º Oscar, mas não foi indicado.

## Enredo
Em uma academia de tênis de elite, a jogadora estrela, a treinadora de tênis de Julie, é investigada e suspensa, todos os jogadores da equipe são encorajados a falar, ela permanece quieta.

## Elenco
- Tessa Van den Broeck como Julie
- Ruth Becquart como Liesbeth
- Koen De Bouw como Tom
- Claire Bodson como Sofie
- Laurent Caron como Jeremy

## Produção
Em março de 2023, foi anunciado que Leonardo Van Dijl dirigiria o filme, a partir de um roteiro que ele escreveu ao lado de Ruth Becquart, com Les Films du Fleuve definido para produzir. Os irmãos Dardenne atuam como coprodutores, enquanto Florian Zeller e Naomi Osaka atuam como produtores executivos sob seus banners Blue Morning Pictures e Hana Kuma, respectivamente.

## Lançamento
Teve sua estreia mundial no Festival de Cinema de Cannes de 2024 na seção Semana da Crítica em 18 de maio de 2024.